# Hochsicherheitsgefängnis Koutoukalé
Das Hochsicherheitsgefängnis Koutoukalé (französisch Maison Centrale de Haute Sécurité de Koutoukalé) ist ein Gefängnis in der Gemeinde Karma in Niger.

## Baubeschreibung

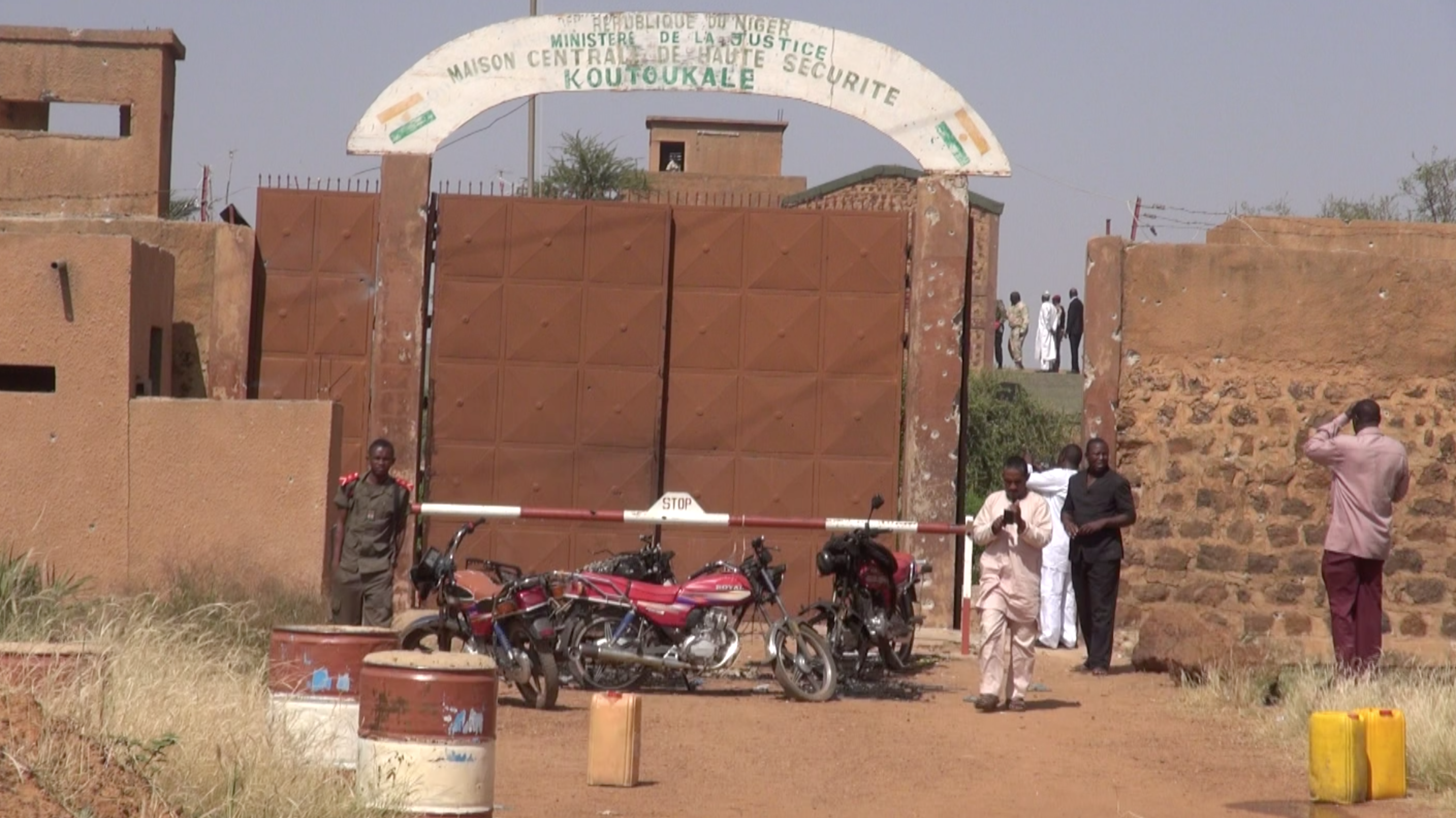
Tor des Hochsicherheitsgefängnisses Koutoukalé (2016)

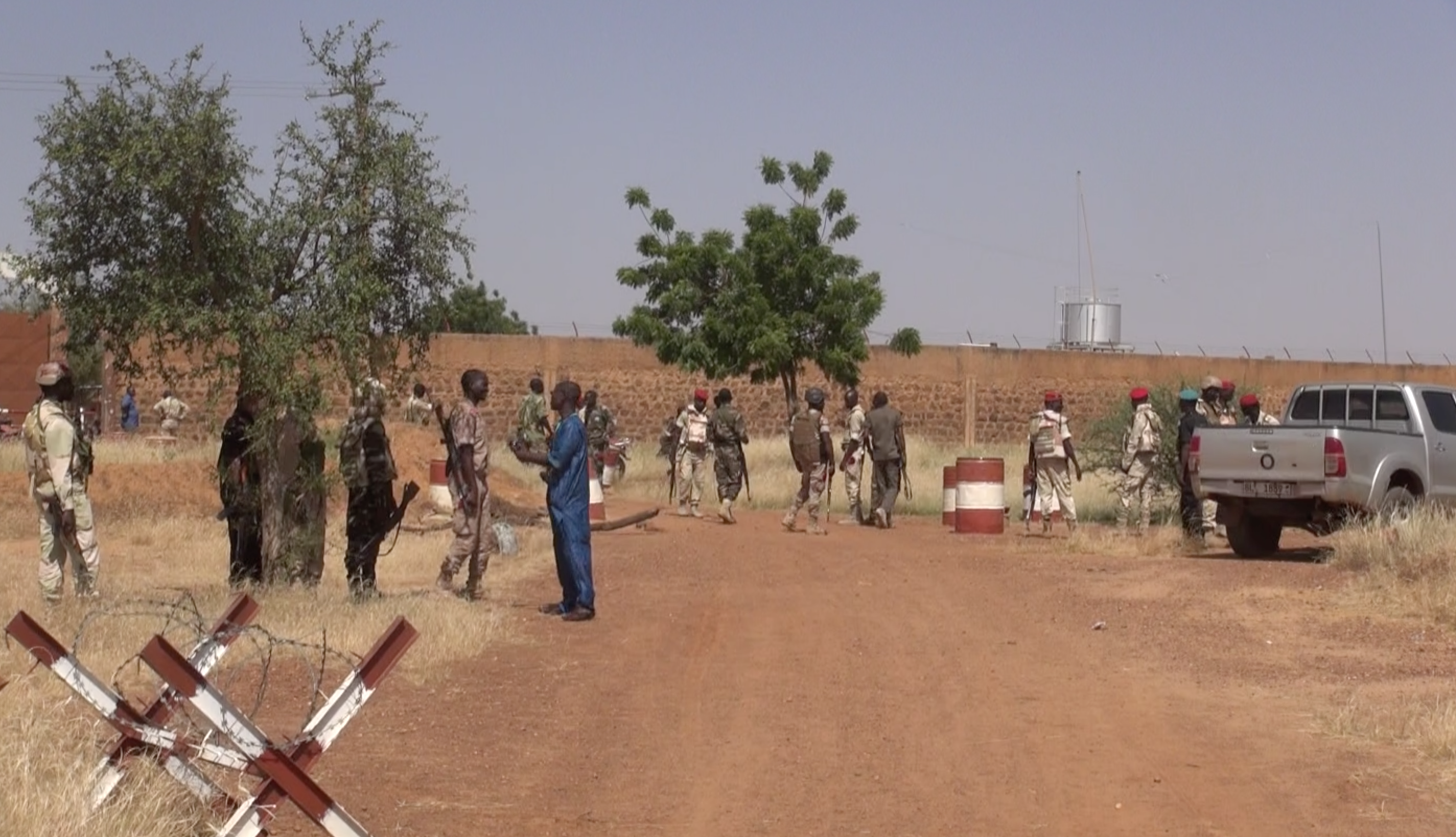
Vor dem Hochsicherheitsgefängnis Koutoukalé (2016)

Das Hochsicherheitsgefängnis Koutoukalé befindet sich in der Landgemeinde Karma, die zur Region Tillabéri gehört. Sie ist nach einer Reihe umliegender Dörfer benannt: Koutoukalé Kado und Koutoukalé Zéno im Süden, Koutoukalé Kourtey im Südwesten, Koutoukalé Koira Tégui im Westen und Koutoukalé Peulh im Osten. Die Haftanstalt ist auf eine Aufnahmekapazität von 250 Insassen ausgelegt. Als einziges Hochsicherheitsgefängnis Nigers soll sie Verurteilte mit langen Haftstrafen, Wiederholungstäter und gefährliche Verurteilte aufnehmen, auch wenn jene aus anderen Gründen inhaftiert wurden.

## Geschichte
Das Hochsicherheitsgefängnis Koutoukalé wurde ab 2003 errichtet und am 5. Februar 2004 von Premierminister Hama Amadou eröffnet. Hama Amadou, ein politischer Gegner von Staatspräsident Mamadou Tandja, wurde im Juni 2008 wegen Korruptionsvorwürfen selbst hier inhaftiert.
Ein Verband nigrischer Menschenrechtsorganisationen bemängelte nach Vor-Ort-Besuchen 2008 und 2013 die Überbelegung des Gefängnisses, die sich in unzureichender Lebensmittelversorgung der Häftlinge niederschlug, und das lehmhaltige Trinkwasser. Häftlinge, die es sich nicht leisten konnten, Wärter oder privilegierte Mitgefangene zu bestechen, hatten es besonders schwer. In Koutoukalé wurden auch dschihadistische Anführer untergebracht. Am 17. Oktober 2016 wurde ein Angriff auf das Gefängnis abgewehrt, zu dem sich später ein Ableger des Islamischen Staates bekannte. Ein weiterer bewaffneter Angriff von außen wurde am 13. Mai 2019 zurückgeschlagen. Dabei starb ein Mensch.